# Corythornis cristatus
El martín pescador malaquita (Corythornis cristatus) es una especie de ave coraciforme de la familia Alcedinidae ampliamente distribuido por el África subsahariana. Es un ave principalmente sedentaria con la excepción de algunos desplazamientos estacionales relativos al clima.

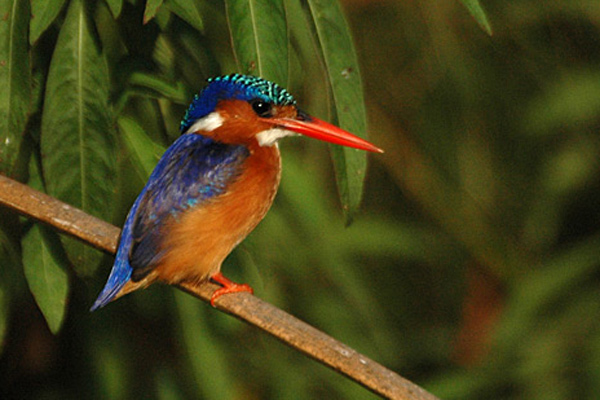
Adulto en el lago Mburo, Uganda.

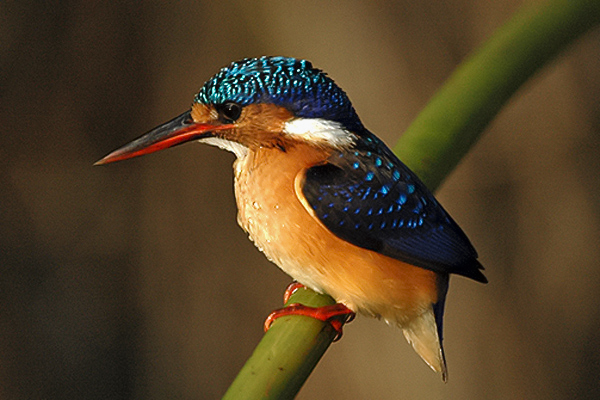
Juvenil en el lago Mburo, Uganda.

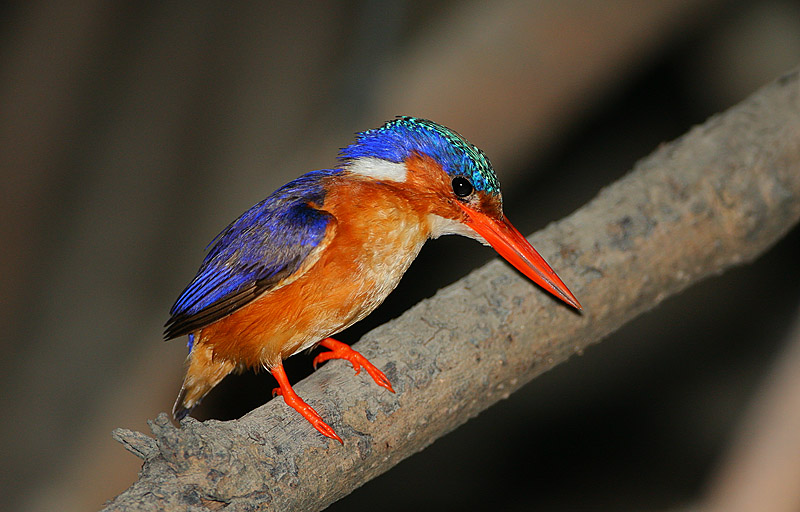
Ejemplar en Gambia.

## Descripción
Mide alrededor de 13 cm de largo. El color general de sus partes superiores es de color azul con brillo metálico. En la cabeza presenta un penacho corto de plumas negras y azul claro que es el origen de su nombre científico. Su rostro y partes superiores de color canela anaranjado. Tiene la garganta y dos listas en la parte posterior del cuello blancas. Su pico es de color bermellón en los adultos y sus patas son de color rojo intenso. Ambos sexos tienen aspecto similar, aunque los juveniles suelen ser de tonos más apagados y tienen el pico negruzco.
Esta especie está cercanamente emparentada con el martín pescador malgache (Alcedo vintsioides). Esta especie tiene el pico negro y el penacho verdoso, su comportamiento es similar aunque no es tan dependiente del agua como la especie del continente africana.

## Comportamiento
Es frecuente encontralo entre los juncos y demás vegetación acuática cerca de charcas y cursos de agua lenta y carcas. Su vuelo es rápido, sus alas redondeadas se agitan tan rápidamente que a la vista parecen solo un borrón azul, aunque suele volar lentamente por encima del agua. 
Esta ave suele tener posaderos habituales desde donde pesca. Normalmente a poca distancia por encima del agua. Suele mantenerse erguido con la cola apuntando hacia abajo y se lanza en picado al agua cuando una presa pasa debajo. Normalmente vuelve al posadero para tragarse la captura, y si la presa es grande la golpea contra la rama antes, en cambio las pequeñas se las traga rápidamente. Se alimenta de peces, insectos acuáticos y crustáceos.
Anida en un túnel en un talud o terraplén arenoso, no siempre situado junto al agua. Ambos miembros de la pareja excavan la madriguera. La mayoría de ellas tienen un túnel con cierta inclinación hacia arriba que se abre en una cámara de anidamiento. En su interior no construyen ningún nido y las puestas suelen constar de entre 3 y 6 huevos redondeados blancos.